# Jezekia kmenti
Jezekia kmenti är en tvåvingeart som beskrevs av Sifner 2009. Jezekia kmenti ingår i släktet Jezekia och familjen kolvflugor. Inga underarter finns listade i Catalogue of Life.